# Lepralioides nordlandica
Lepralioides nordlandica is een mosdiertjessoort uit de familie van de Fatkullinidae. De wetenschappelijke naam van de soort is, als Eschara nordlandica, voor het eerst geldig gepubliceerd in 1905 door Nordgaard.